# Solicitor General of the Gambia
Der Solicitor General of the Gambia (dt. Generalstaatsanwalt) ist ein hochrangiger Anwalt der Regierung Gambias, dessen Rechtssystem sich an das Common Law anlehnt. Er ist nach dem Attorney General und Justizminister der zweithöchste Beamte im Justizministerium. Der amtierende Solicitor General ab 2017 ist Cherno Marenah.

## Die Funktion
Der Solicitor General ist der Stellvertreter des Generalstaatsanwalts und hat die Befugnis, in seiner Abwesenheit in seinem Namen zu handeln. Die gesetzliche Grundlage für diese Befugnis in Gambia findet sich im Law Officers Act. In Gambia dient der Solicitor General auch als Rechtssekretär, praktisch als Staatssekretär im Justizministerium.
Hassan Bubacar Jallow stellte in seinem Buch „Journey for Justice“ fest, dass das Büro des Generalstaatsanwalts eine „Besonderheit des englischen Rechtssystems und eine lange Tradition“ ist. Er zitiert vom Obersten Richter John Eardley Wilmot aus dem Jahr 1770, der sagte, dass „der Solicitor General ist der Secondarius attornatus; und wie die Gerichte den Attorney General gerichtlich zur Kenntnis nehmen, wenn es einen solchen gibt der Solicitor General, wenn er an seiner Stelle steht, wenn es keinen gibt, er ist ein bekannter und vereidigter Offizier der Krone ebenso wie der Rechtsanwalt, und in der freien Stelle dieses Amtes führt er jede Handlung aus und führt jeden Zweig davon aus.“

## Liste der Solicitors General
Aufgrund der Beleglage ist die Liste unvollständig und soll stetig erweitert werden.
| Amtszeit                            | Name                  | Bemerkung         |
| ----------------------------------- | --------------------- | ----------------- |
| um 1963                             | Phillip Bridges       | [ 3 ]             |
| vermutlich 1964 bis mindestens 1971 | S. H. A. George       | [ 4 ] [ 5 ] [ 6 ] |
| vor 1983                            | S. K. O’Brien-Coker   |                   |
|                                     | Wallace G. Grante     |                   |
| ?                                   | ?                     |                   |
| 1982–1984                           | Hassan Bubacar Jallow | [ 7 ]             |
| 1984–1990                           | ?                     |                   |
| 1990–1995                           | Amie Bensouda         | [ 8 ]             |
| 1995–1997                           | ?                     |                   |
| 1997–1998                           | Fatou Bensouda        | [ 9 ]             |
| 1998–2000                           | Janet Sallah-Njie     |                   |
| 2000–2005                           | Raymond Sock          | [ 10 ]            |
| 2005–2009                           | Henry D. R. Carrol    |                   |
| 2009–2010                           | Awa Bah               |                   |
| 2010                                | Jainaba Bah Sambou    |                   |
| 2010–2013                           | Pa Harry Jammeh       | [ 11 ] [ 12 ]     |
| 2013–2015                           | Basiru Mahoney        |                   |
| 2015                                | Lamin K. Mboge        |                   |
| 2015–2016                           | Cherno Marenah        | [ 13 ]            |
| 2016–2017                           | Saffie Sankareh       | [ 14 ]            |
| 2017–2020                           | Cherno Marenah        | [ 15 ]            |
| 2020–                               | Hussein Thomasi       | [ 16 ]            |